# Карапетян, Андраник Гамлетович
Андраник Гамлетович Карапетян (арм. Անդրանիկ Կարապետյան; род. 15 декабря 1995 года, Самахар, Армения) — армянский тяжелоатлет, выступающий в весовой категории до 77 кг. Чемпион Европы, призёр чемпионатов мира и Европы.

## Биография
Андраник Карапетян родился 15 декабря 1995 года в селе Самахар. Занимается тяжёлой атлетикой с 2008 года. Его личным тренером является Виген Хачатрян.
В 2011 году Карапетян выиграл бронзу юношеских чемпионатов мира и Европы в категории до 69 кг. В следующем году Андраник Карапетян улучшил свой результат, став чемпионом мира и Европы среди юношей в категории до 77 кг.
11 апреля 2013 года Андраник Карапетян был дисквалифицирован на 2 года после того, как допинг-тест спортсмена дал положительный результат на метилтестостерон.
Отбыв дисквалификацию, Карапетян вернулся в спорт и хорошо выступил на чемпионате Европы в Тбилиси, взяв бронзу в своей категории.
На Чемпионате мира 2015 года в Хьюстоне Андраник Карапетян занял четвёртое место, однако, в результате дисквалификации за применение допинга северокорейского тяжелоатлета Ким Гван Сона, к спортсмену перешла бронзовая медаль.
В 2016 году Карапетян стал чемпионом Европы в категории до 77 кг и был одним из претендентов на олимпийскую медаль в Рио-де-Жанейро, однако при выполнении упражнения спортсмен получил ужасную травму. Неудачно опуская штангу, локтевой сустав атлета вывернулся в обратную сторону.
В сентябре 2019 года на чемпионате мира в Паттайе, Андраник, в весовой категории до 81 кг, завоевал малую бронзовую медаль в рывке штанги (168 кг). В толкании штанги он не смог взять вес.
В апреле 2021 года на чемпионате Европы в Москве, в весовой категории до 89 кг, Андраник занял итоговое третье место с результатом 365 килограмм и стал бронзовым призёром чемпионата Европы. В упражнении "рывок" он завоевал малую бронзовую медаль с результатом 170 кг.
В декабре 2021 года принял участие в чемпионате мира, который состоялся в Ташкенте. В весовой категории до 89 килограммов, Андраник в упражнении рывок завоевал малую золотую медаль, подняв штангу весом 175 килограмм. В упражнении толчок не смог зафиксировать вес 196 кг.
В Ереване, на чемпионате Европы 2023 года, Андраник в категории до 89 кг, с результатом по сумме двух упражнений 374 кг завоевал серебряную медаль. В упражнении рывок он стал победителем, установив мировой рекорд (178 кг).
В Саудовской Аравии, где состоялся Чемпионат мира по тяжёлой атлетике 2023 года, армянский спортсмен в категории до 89 кг стал четвёртым с результатом 377 кг по сумме двух упражнений. Малая золотая медаль в рывке досталась ему (175 кг).

## Спортивные результаты
| Год  | Соревнование                    | Место проведения  | Весовая категория | Рывок  | Толчок | Сумма двоеборья | Место |
| 2011 | Чемпионат мира среди юношей     | Лима              | до 62 кг          | 118 кг | 138 кг | 256 кг          | 3     |
| 2011 | Чемпионат Европы среди юношей   | Цеханув           | до 69 кг          | 130 кг | 153 кг | 283 кг          | 3     |
| 2012 | Чемпионат мира среди юниоров    | Антигуа-Гуатемала | до 69 кг          | 136 кг | 160 кг | 296 кг          | 10    |
| 2012 | Чемпионат Европы среди юношей   | Бухарест          | до 77 кг          | 154 кг | 176 кг | 330 кг          | 1     |
| 2012 | Чемпионат мира среди юношей     | Кошице            | до 77 кг          | 155 кг | 176 кг | 331 кг          | 1     |
| 2013 | Чемпионат Европы                | Тирана            | до 77 кг          | 160 кг | 186 кг | 346 кг          | DSQ   |
| 2013 | Чемпионат мира среди юниоров    | Лима              | до 77 кг          | 160 кг | 180 кг | 340 кг          | DSQ   |
| 2014 | Чемпионат Армении               | Ереван            | до 77 кг          | ?      | ?      | 335 кг          | 1     |
| 2015 | Чемпионат Европы                | Тбилиси           | до 77 кг          | 164 кг | 186 кг | 350 кг          | 3     |
| 2015 | Чемпионат мира среди молодёжи   | Вроцлав           | до 77 кг          | 155 кг | 180 кг | 335 кг          | 1     |
| 2015 | Чемпионат мира                  | Хьюстон           | до 77 кг          | 167 кг | 196 кг | 363 кг          | 3     |
| 2016 | Чемпионат Европы                | Фёрде             | до 77 кг          | 170 кг | 197 кг | 367 кг          | 1     |
| 2016 | Летние Олимпийские игры         | Рио-де-Жанейро    | до 77 кг          | 174 кг | —      | —               | DNF   |
| 2017 | Чемпионат Европы                | Сплит             | до 85 кг          | 160 кг | 165 кг | 325 кг          | 12    |
| 2017 | Универсиада                     | Тайбэй            | до 85 кг          | 170 кг | 194 кг | 364 кг          | 2     |
| 2017 | Чемпионат Европы среди молодёжи | Дуррис            | до 85 кг          | 170 кг | 190 кг | 360 кг          | 1     |
| 2018 | Чемпионат Армении               | Ереван            | до 85 кг          | 165 кг | —      | —               | DNF   |
| 2018 | Чемпионат Европы среди молодёжи | Замосць           | до 85 кг          | 176 кг | 193 кг | 369 кг          | 1     |
| 2018 | Чемпионат мира                  | Ашхабад           | до 81 кг          | —      | —      | —               | DNF   |
| 2018 | International Qatar Cup         | Доха              | до 81 кг          | 161 кг | 180 кг | 341 кг          | 3     |
| 2019 | Чемпионат Армении               | Ереван            | до 89 кг          | 163 кг | 185 кг | 348 кг          | 1     |
| 2021 | Чемпионат Европы                | Москва            | до 89 кг          | 170 кг | 195 кг | 365 кг          | 3     |
| 2021 | Чемпионат мира                  | Ташкент           | до 89 кг          | 175 кг | —      | —               | —     |
| 2023 | Чемпионат Европы                | Ереван            | до 89 кг          | 178 кг | 196 кг | 374 кг          | 2     |
| 2023 | Чемпионат мира                  | Эр-Рияд           | до 89 кг          | 175 кг | 202 кг | 377 кг          | 4     |